# Бертелеми, Жан-Симон
Жан-Симон Ле Бутё, известный как Бертелеми (фр. Jean-Simon Le Bouteux, dit Berthélemy; 5 марта 1743, Лан, О-де-Франс — 1 марта 1811, Париж) — французский рисовальщик и живописец исторического жанра академического направления, художник-декоратор и педагог. В позднем периоде творчества испытал воздействие стиля ампир.

## Биография
Жан-Симон родился в семье скульптора и резчика по дереву Жана-Жозефа Бартелеми, работавшего в аббатстве Сен-Мартен в Лане, который обучал его рисованию. Затем отец, заметив особый талант мальчика, отправил его в Париж к своему брату, также скульптору. В Париже Жан-Симон Бартелеми учился в Королевской Академии живописи и скульптуры у Ноэля Алле.
Завоевав несколько медалей на различных конкурсах Академии, в 1764 году он получил вторую премию за картину «Клеобис и Битон везут свою мать в храм Юноны». В 1766 году монахи Воклерка, у которых работал его отец, заказали ему картину «Вознесение Девы Марии», произведение, привезённое во время Революции в Лан и помещенное в собор. В следующем 1767 году Бартелеми получил первую премию за картину «Александр, разрубающий Гордиев узел». В начале 1770 года он передал бенедиктинцам аббатства Сен-Жан-де-Лан картину «Обезглавливание Иоанна Крестителя».
Эти произведения открыли ему двери в Королевскую школу привилегированных учеников (l’École royale des élèves protégés) и к традиционному пребыванию во Французской академии в Риме (1771—1774), которое он провёл вместе со своим другом Менажо. По возвращении из Рима 26 июля 1777 года Бартелеми был принят в Королевскую академию живописи для картины, изображающей осаду Кале.
С 1775 по 1789 год Жан-Симон Бартелеми регулярно выставлял картины в Парижском салоне на античные или исторические сюжеты, например, «Осада Кале» (1779; Лан, муниципальный музей).
Многие картины были заказаны Мануфактурой Гобеленов, их использовали в качестве картонов для создания шпалер. В 1770 году Бертелеми был назначен управляющим Мануфактуры Гобеленов. Бертелеми также создал шесть декоративных панно в манере Франсуа Буше для Hôtel de l’Intendance de Champagne в Шалон-ан-Шампань.
С 1786 года Бартелеми занимался декоративными росписями плафонов Луврского и Люксембургского дворца, дворца Фонтенбло и других.
Дени Дидро не раз критиковал художника за то, что он «помещал в свои композиции раскрашенные статуи, чтобы подражать античности», упрекая его за «холодность, неловкость групп и незнание эффектов света», а также за то, что «его краски ненатуральны», а фигуры «лишены естественности». Однако позднее он согласился на то, чтобы художник написал его портрет.
Благосклонно относясь к революции, он всё же дистанцировался от нее и держался подальше от художественной жизни, когда видел её крайности. Его единственной официальной должностью была должность художника по костюмам в Парижской опере с 1791 по 1807 год. В 1796 году во время Итальянской кампании Бертелеми был назначен вместе со своим другом-скульптором Ж.-Г. Муаттом и учёными Монжем[8], Бертолле, Туеном и Лабийярдьером, всеми четырьмя членами Института, в Комиссию наук и искусств, ответственную, в частности, за отбор произведений искусства, которые можно было бы перевезти во Францию в соответствии с Толентинским договором в феврале 1797 года. По завершении этой миссии он был назначен, вместе с Муаттом, администратором Центрального музея (Музея Бонапарта в Париже).
В 1805 году Жан-Симон Бертелеми стал профессором Высшей школы изящных искусств в Париже.

## Галерея

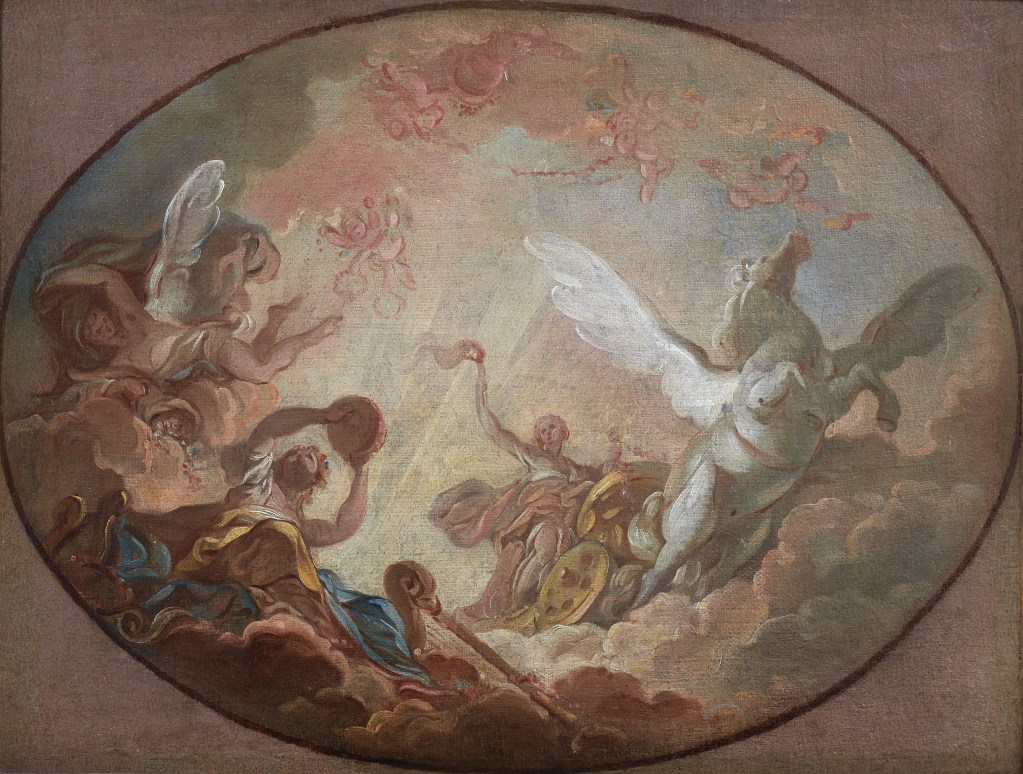
Восход Солнца на колеснице Авроры. Эскиз. Ок. 1770. Картон, гуашь. Частное собрание
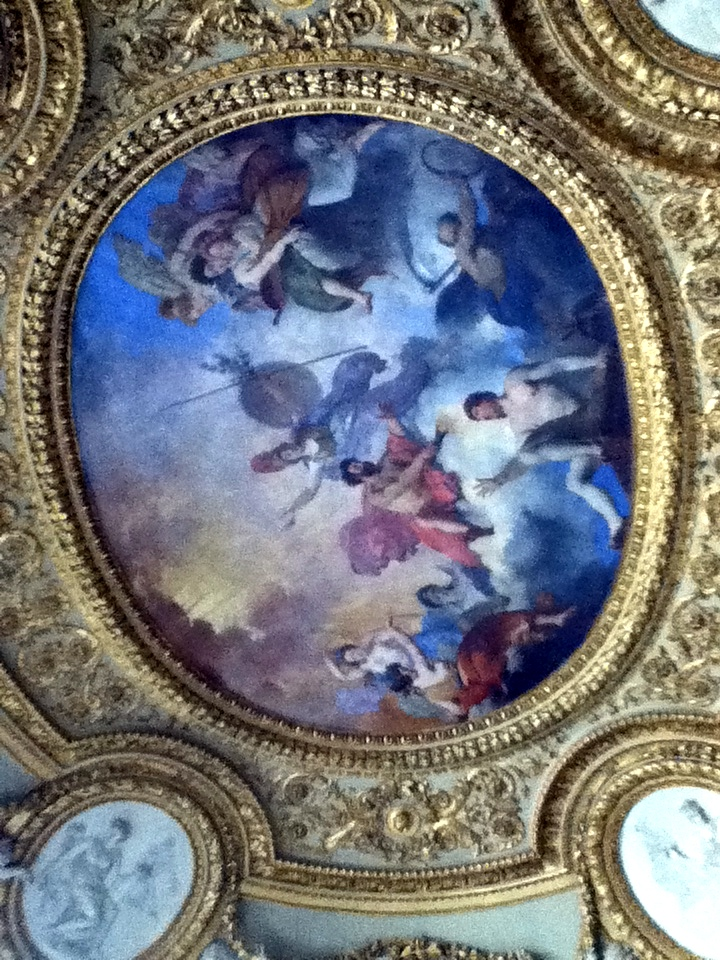
Роспись плафона Ротонды Марса. Луврский дворец
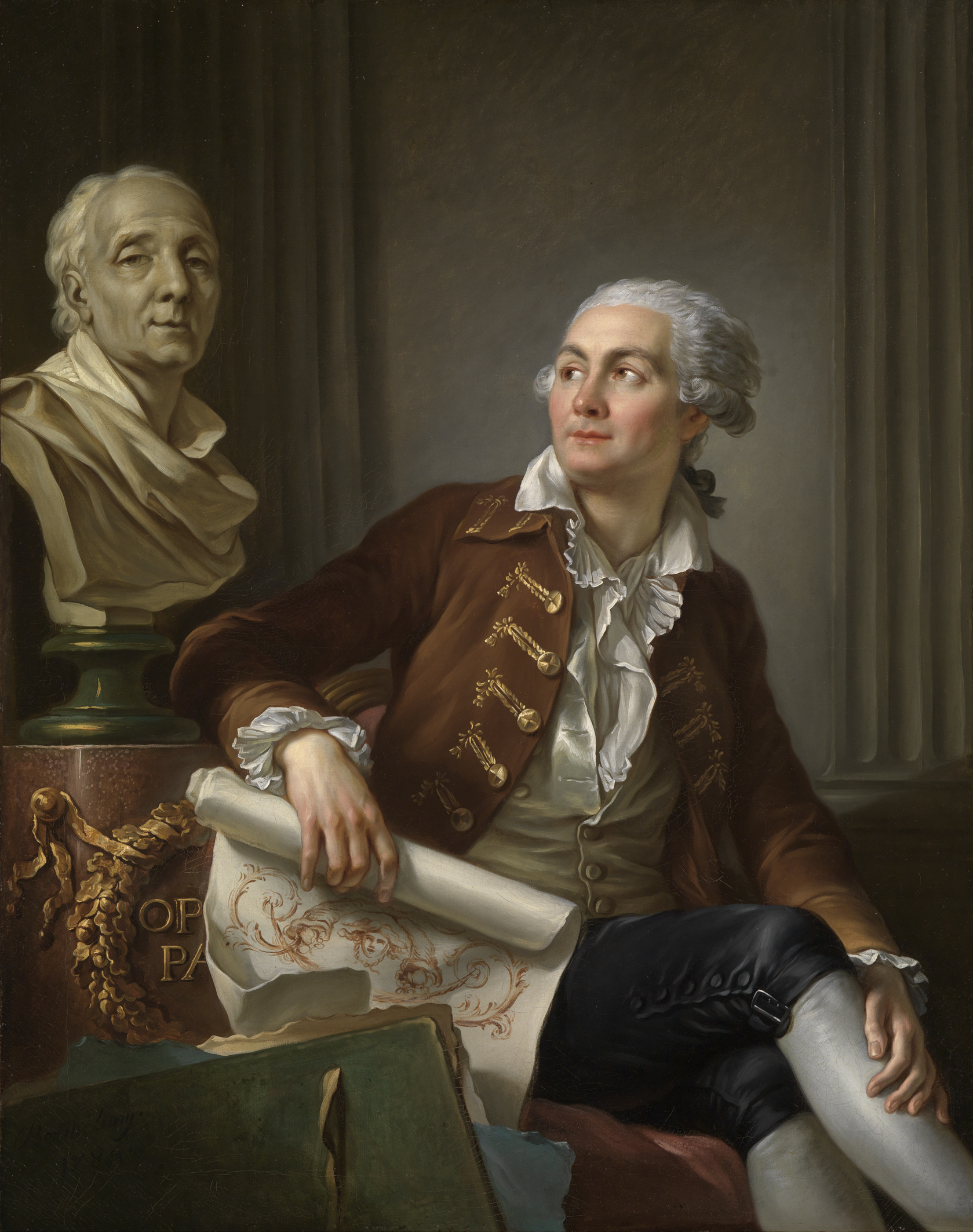
Портрет молодого человека у бюста Дени Дидро. 1784. Холст, масло. Кунстхалле, Карлсруэ
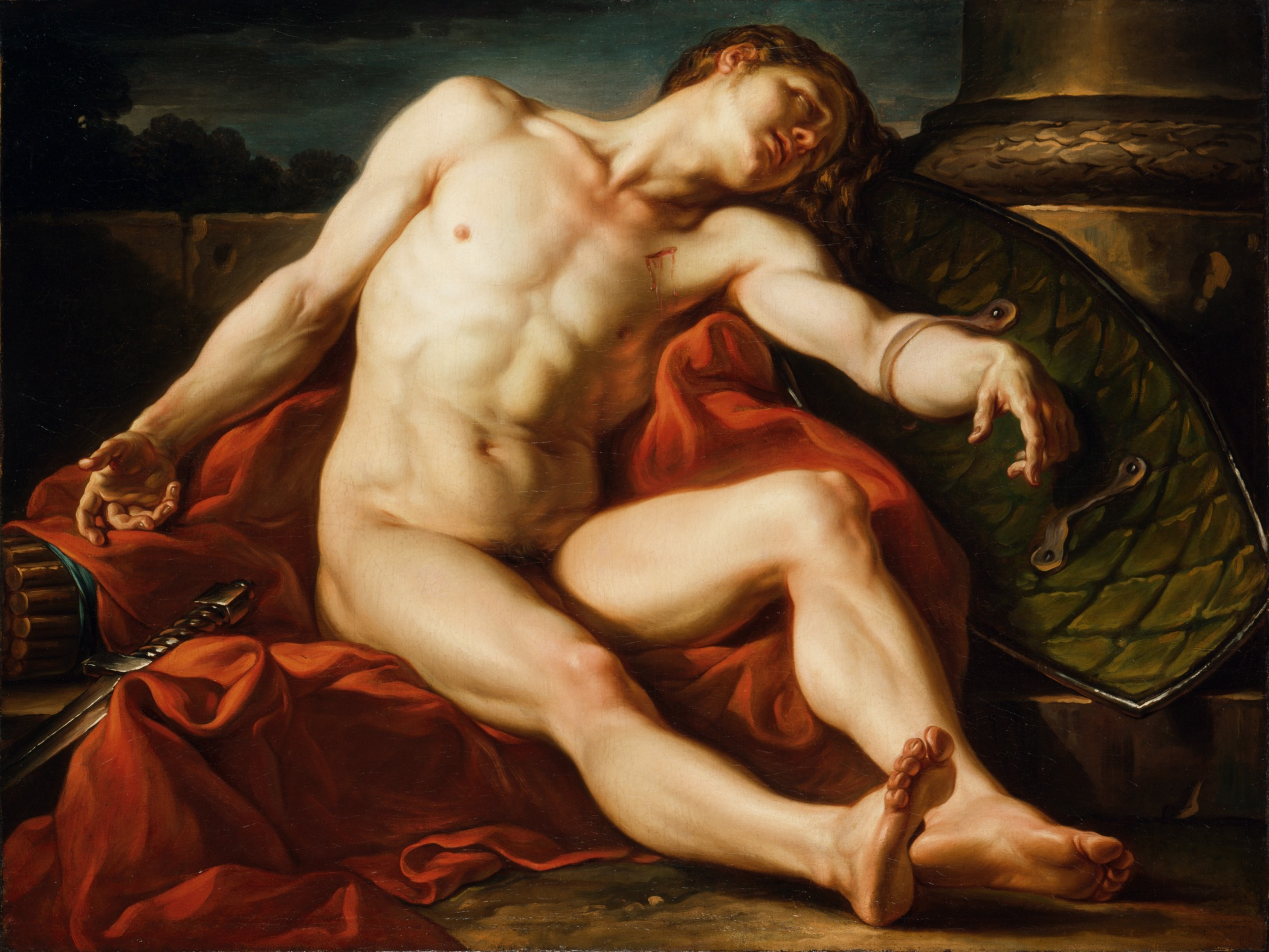
Гладиатор. 1773. Холст, масло. Музей искусств округа Лос-Анджелес, США
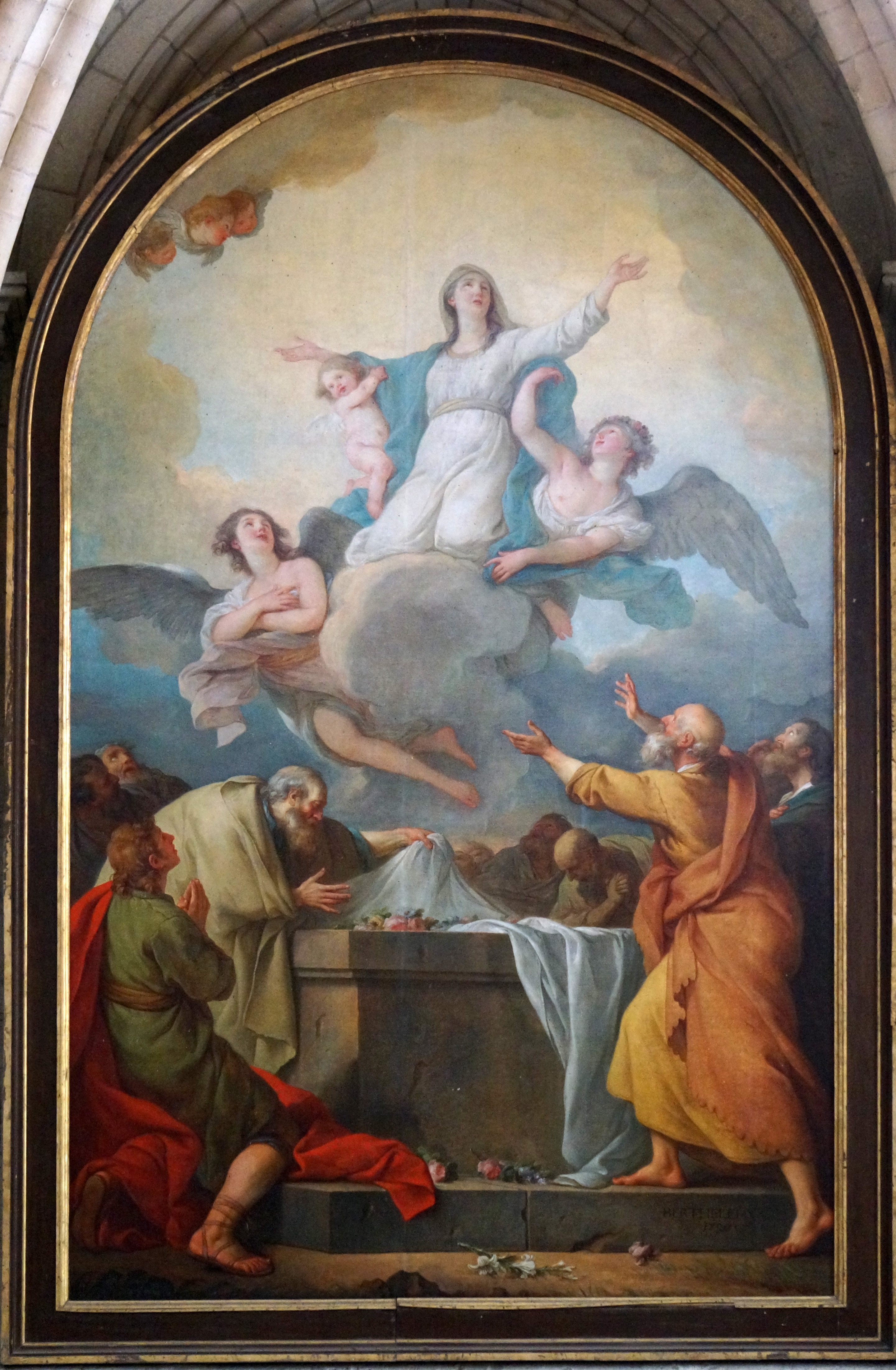
Вознесение Девы Марии. 1766. Холст, масло. Собор Нотр-Дам, Лан
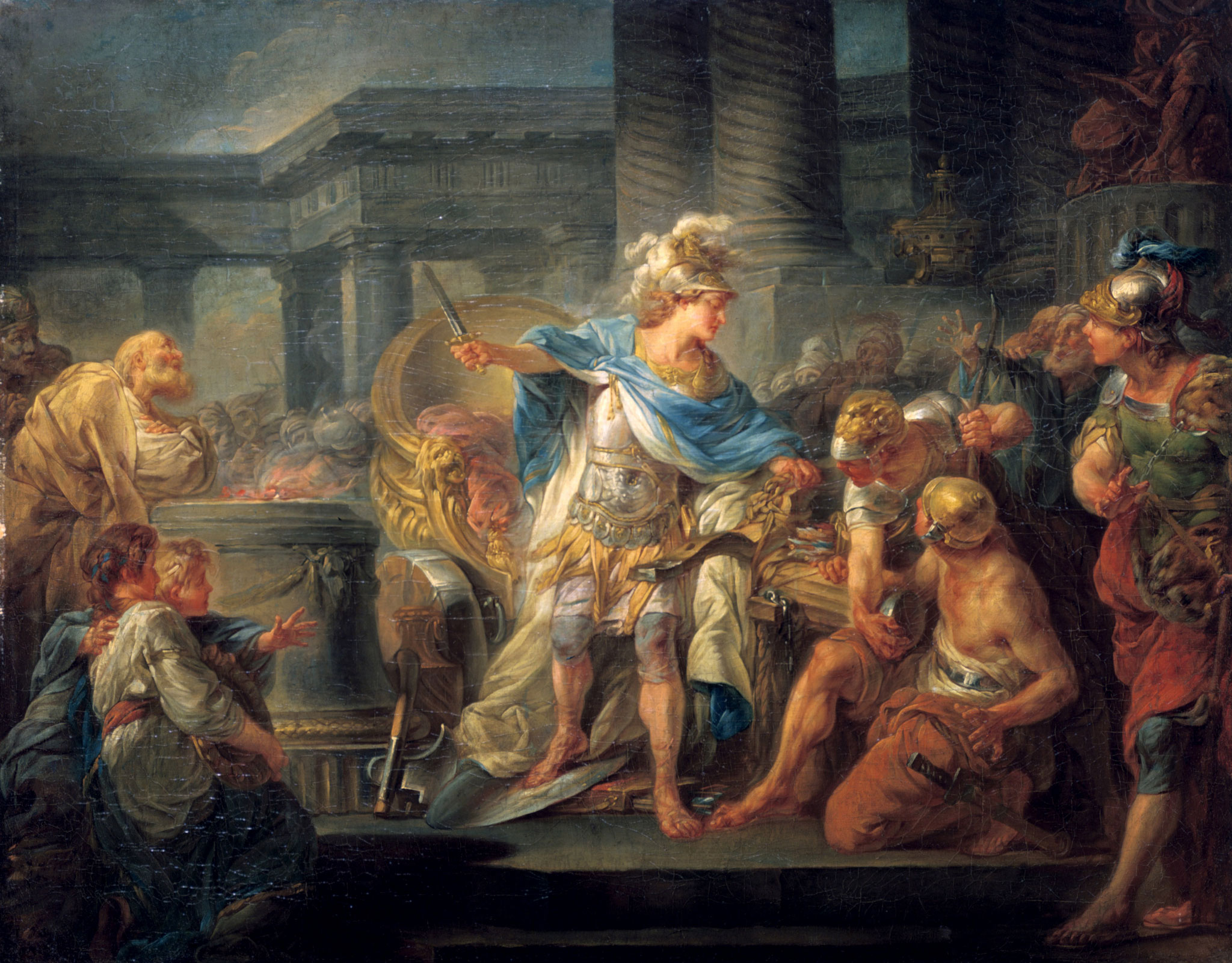
Александр Македонский, разрубающий Гордиев узел. 1767. Холст, масло. Лувр, Париж
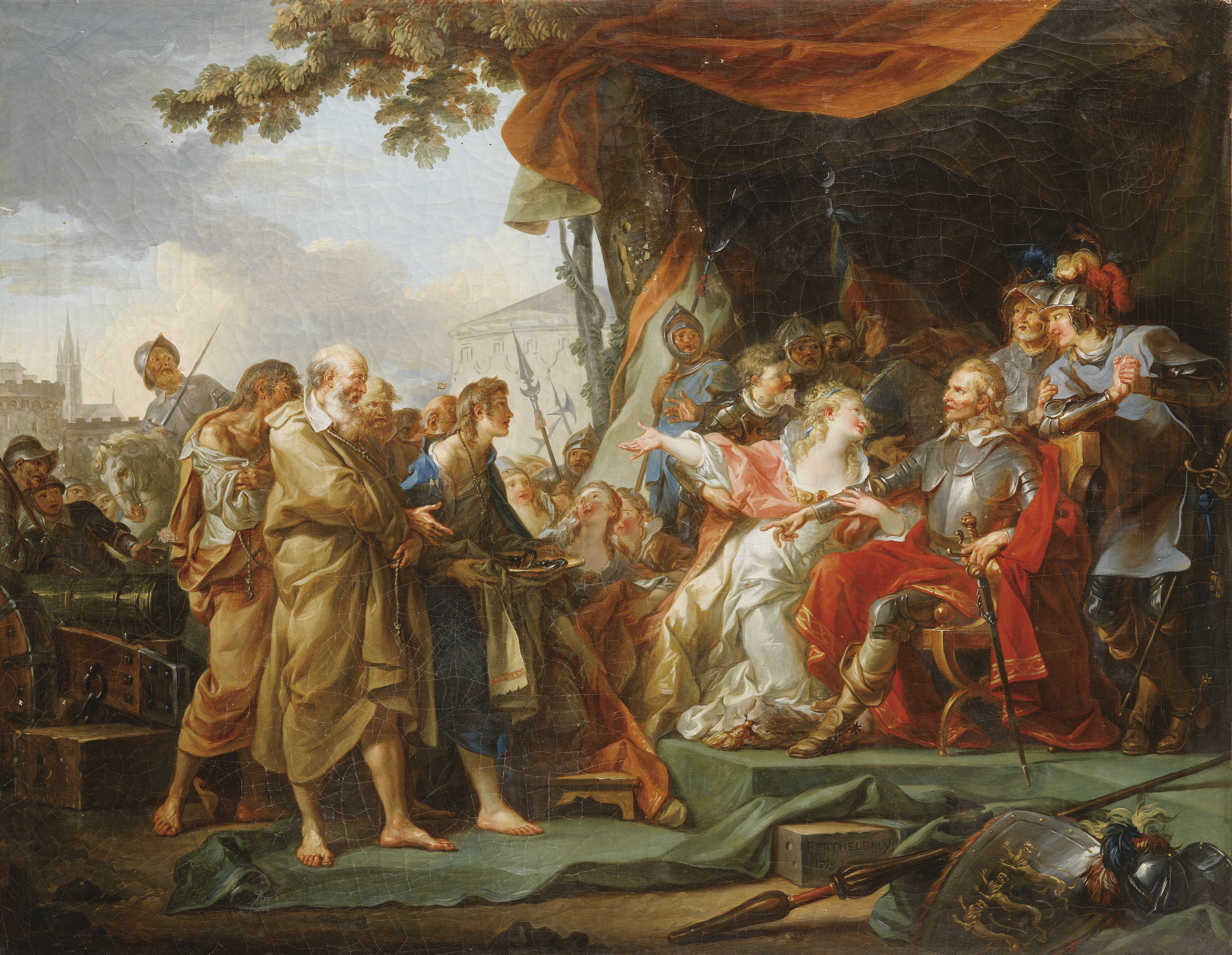
Эсташ де Сен-Пьер и другие граждане Кале перед английским королём Эдуардом III. 1782. Холст, масло. Частное собрание
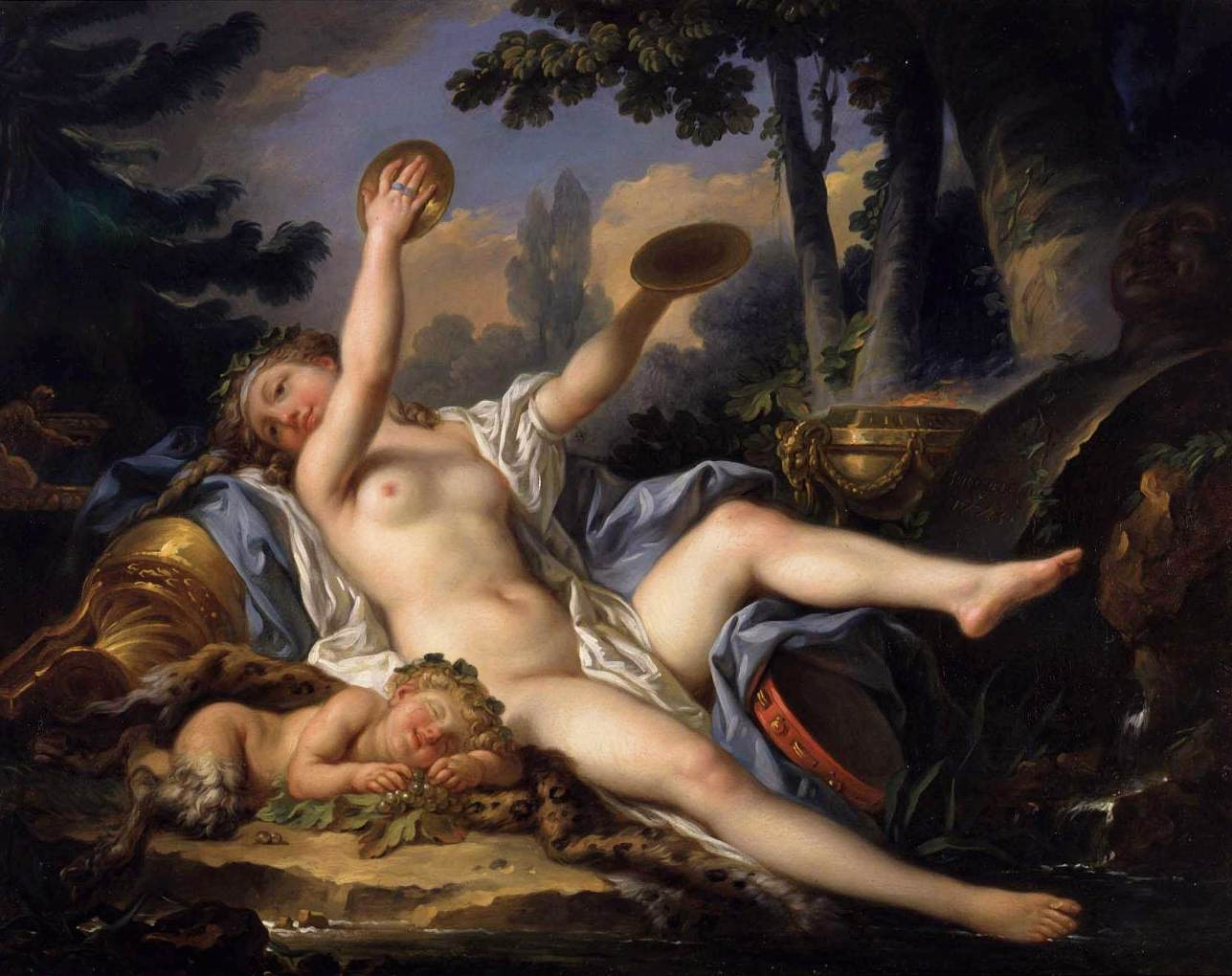
Лежащая вакханка, играющая на кимвалах. 1778. Холст, масло. Частное собрание
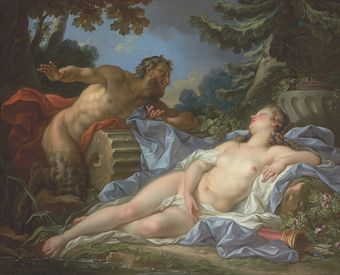
Юпитер и Антиопа. Частное собрание
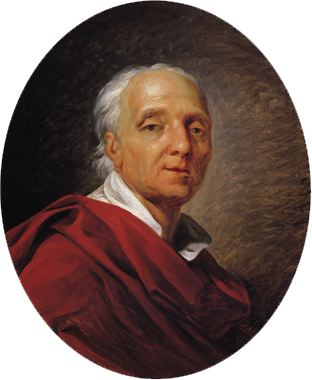
Портрет Дидро. 1784. Музей Карнавале, Париж